# Tilt (spelterm)
Tilt, eller tiltning, är ett uttryck som ursprungligen betyder "lutning", men som fick en helt ny innebörd i och med de (relativt) nya varianterna av flipperspel. Då man skakar, lutar eller på annat sätt "stör" ett inte alltför gammalt flipperspel för mycket, så låser sig spelet och man förlorar bollen som är i spel, dessutom går man miste om de uppsamlade bonuspoäng som man byggt upp under spelet.
Rent tekniskt fungerar det oftast så att en pendel inne i maskinen är placerad innanför en metallring parallell med golvet. Får pendeln upprepat kontakt med ringen utlöses tilt. De första kontakterna leder endast till varningar på spelets display. Vissa nyare maskiner tillämpar istället elektroniska accelerometrar.
Många flipperspel tillämpar även s.k. slam tilt. Detta triggas vid grövre misshandel av maskinen, ofta av sådan grad att den riskerar skadas; exempelvis hårda sparkar eller knätacklingar av fronten. En slam tilt leder vanligtvis till att spelet helt nollställs, det vill säga alla spelares kulor och poäng går förlorade. På flipperturneringar tillämpar man ofta regeln att en spelare som upprepat orsakar detta diskvalificeras från hela turneringen.

## Poker-tilt
På senare tid, då pokerspel har fått allt större utbredning, relaterar man oftast ordet tilt till just poker. I dessa sammanhang används det för att beskriva en spelare som anser sig ha förlorat många marker/pengar/potter p.g.a. otur och/eller rentav dåligt spel, vilket leder till att spelaren gör dåliga bluffar, kallsvettas, spelar alldeles för aggressivt, eller på annat sätt – medvetet eller omedvetet – förlorar.